# .NET Compact Framework
O Microsoft .NET Compact Framework (.NET CF) é uma versão do .NET Framework para dispositivos baseados em Windows CE, tais como PDAs (Personal Digital Assistant), telemóveis, controladores, etc. O .NET Compact Framework utiliza algumas das mesmas bibliotecas que o .NET Framework e também algumas bibliotecas desenhadas somente para dispositivos móveis tais como o Windows CE Input Panel. Contudo, as bibliotecas não são cópias exatas do .NET Framework. As do .NET Compact Framework foram diminuídas de forma a ocuparem menos espaço.

## Histórico das versões
- 1.0 RTM, número 1.0.2268.0 (Final de 2002)
- 1.0 SP1, número 1.0.3111.0
- 1.0 SP2, número 1.0.3316.0
- 1.0 SP3, número 1.0.4292.0 (Janeiro de 2005[1])
- 2.0 RTM, número 2.0.5238.0 (Outubro de 2005[2])
- 2.0 SP1, número 2.0.6129.0 (Junho de 2006[3])
- 2.0 SP2, número 2.0.7045.0 (Março de 2007[4])
- 3.5 Beta 1, número 3.5.7066.0 (Maio de 2007[5])
- 3.5 Beta 2, número 3.5.7121.0
- 3.5 RTM, número 3.5.7283.0
- 3.7, número 3.7.8345.0 (2009)[6]